# 백악기 후기
| 기                           | 세       | 절             | 백만년전    |
| ---------------------------- | -------- | -------------- | ----------- |
| 고진기                       | 팔레오세 | 다니아절       | 이후        |
| 백악기                       | 후기     | 마스트리흐트절 | 66.0–70.6   |
| 백악기                       | 후기     | 샹파뉴절       | 70.6–83.5   |
| 백악기                       | 후기     | 산토눔절       | 83.5–85.8   |
| 백악기                       | 후기     | 코냐크절       | 85.8–89.3   |
| 백악기                       | 후기     | 투로니아절     | 89.3–93.5   |
| 백악기                       | 후기     | 세노마눔절     | 93.5–99.6   |
| 백악기                       | 전기     | 알바절         | 99.6–112.0  |
| 백악기                       | 전기     | 압트절         | 112.0–125.0 |
| 백악기                       | 전기     | 바렘절         | 125.0–130.0 |
| 백악기                       | 전기     | 오트리브절     | 130.0–136.4 |
| 백악기                       | 전기     | 발랑쟁절       | 136.4–140.2 |
| 백악기                       | 전기     | 베리아절       | 140.2–145.5 |
| 쥐라기                       | 후기     | 티톤절         | 이전        |
| 2013년 이후의 백악기의 구분. |          |                |             |

백악기 후기(99.6 – 66 Ma)는 중생대의 백악기를 둘(전기와 후기)로 나누었을 때 나중의 기간을 말한다. 후기 백악기라고도 한다. 기온이 더 떨어지고 속씨식물이 나타나기 시작하며 극지방에 빙하가 나타나기 시작했다. 그리고 공룡이 쇠퇴하는 시기이다.
대륙은 7000만년 전에 북극이 북쪽으로 이동하고 남극은 남쪽으로 이동했고 남아메리카 대륙은 태평양 쪽으로 이동하였다.

## 백악기 대멸종
우주에서 날아온 소행성이 북아메리카 멕시코만 부근에 떨어져 전지구적인 폭발이 일어났고, 당시 지구에 번성하던 여러 식물들과 공룡이 막대한 피해를 입었다. 그리고 1만 년 동안 화산폭발로 덥고 건조했으며 눈과 물이 증발하였다. 그 이후, 소행성의 폭발로 상승한 부속물들이 하늘을 가려 빙하기가 찾아와 기온이 급격히 떨어지자 새를 제외한 모든 공룡이 멸종하였다. 약 6600만 년 전 5번째 대멸종이 일어난 것이다. 이 멸종 이후부터 포유류와 새가 급격하게 번성하기 시작하는 신생대가 찾아온다.

## 백악기 후기 연대표
| 백악기 | 백악기 후기 |                              |            |   |                   |
| 백악기 | 백악기 후기 | 마스트리흐트절 Maastrichtian | 70.6 ± 0.6 | ~ | 66 ± 0.3 백만년   |
| 백악기 | 백악기 후기 | 샹파뉴절 Campanian           | 83.5 ± 0.7 | ~ | 70.6 ± 0.6 백만년 |
| 백악기 | 백악기 후기 | 생통주절 Santonian           | 85.8 ± 0.7 | ~ | 83.5 ± 0.7 백만년 |
| 백악기 | 백악기 후기 | 코냐크절 Coniacian           | 89.3 ± 1   | ~ | 85.8 ± 0.7 백만년 |
| 백악기 | 백악기 후기 | 투랜절 Turonian              | 93.5 ± 0.8 | ~ | 89.3 ± 1 백만년   |
| 백악기 | 백악기 후기 | 세노마눔절 Cenomanian        | 99.6 ± 0.9 | ~ | 93.5 ± 0.8 백만년 |
| 백악기 | 백악기 전기 |                              |            |   |                   |

## 같이 보기
- 백악기 전기